# Enskedemejeriet

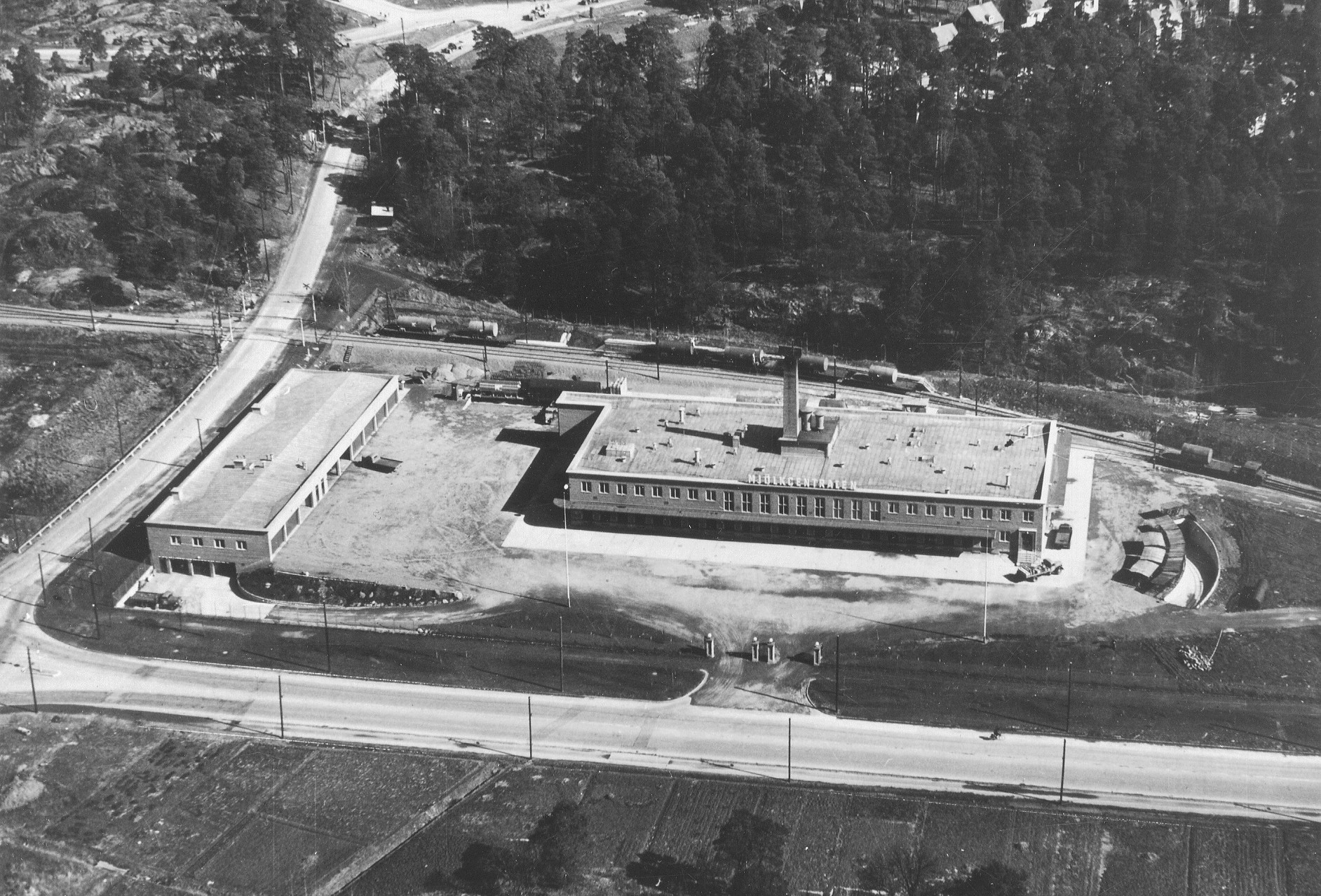
Enskedemejeriet från luften, foto: Oscar Bladh 1947.

Enskedemejeriet (även kallat Södermejeriet) var ett av Mjölkcentralens mejerier som låg i stadsdelen Enskedefältet i södra Stockholm. Mejeriet uppfördes 1943, verksamheten lades ner 1992 och anläggningen revs 2005. På platsen uppfördes två industribyggnader.

## Historik
I början av 1940-talet beslöt Mjölkcentralens (MC) ledning att låta bygga ”Södermejeriet” med nya moderna lokaler i södra Stockholm. I stadsdelen Enskedefältets nordligaste spets intill korsningen Sockenvägen / Huddingevägen fann man en lämplig, tidigare obebyggd tomt. Här hade man tillgång till bra infrastruktur i form av Huddingevägen och närheten till Slakthusbanan som fick ett stickspår från Valla torg till mejeriets tomt vilken fick det passande kvartersnamnet Mejeristen.
Anläggningen invigdes efter 16 månaders byggtid den 12 juni 1944 och bestod till en början av två byggnader; själva mejeriet i öster och ett garage i två plan för 70 lastbilar i väster. Projektör var Mjölkcentralens tekniska avdelning, där ingenjörerna Joel Nyman och Sven Frendesson ansvarade för projektet. Konstruktör var Looström & Gelin Konstruktionsbyrå, Stockholm. Huvudbyggnaden uppfördes med betongstomme i en våning och hel källare. Fasaderna kläddes med rött tegel. Infarten ordnades söderifrån från Sockenvägen nr 4 (dagens Älvkällevägen). Råvaran, mjölken, transporterades i Mjölkcentralens tankvagnar som samägdes med SJ. Norr om anläggningen fanns en mindre rangerbangård. Byggkostnaden stannade vid tre miljoner kronor. Med tanke på andra världskriget, som fortfarande pågick, kunde man skryta med att nära nog 100 procent av utrustningen är av "bästa förkrigskvalitet".
Vid igångkörning av Södermejeriet 1944 passerade omkring 200 000 liter mjölk anläggningen som hade en golvyta om 2 000 m². 
1957 sköttes anläggningen av 320 arbetare och tjänstemän som försåg cirka 500 000 personer i Stockholm och omgivning med i genomsnitt 210 000 liter mjölk och grädde samt 3 500 kg smör per dag.

### Historiska bilder

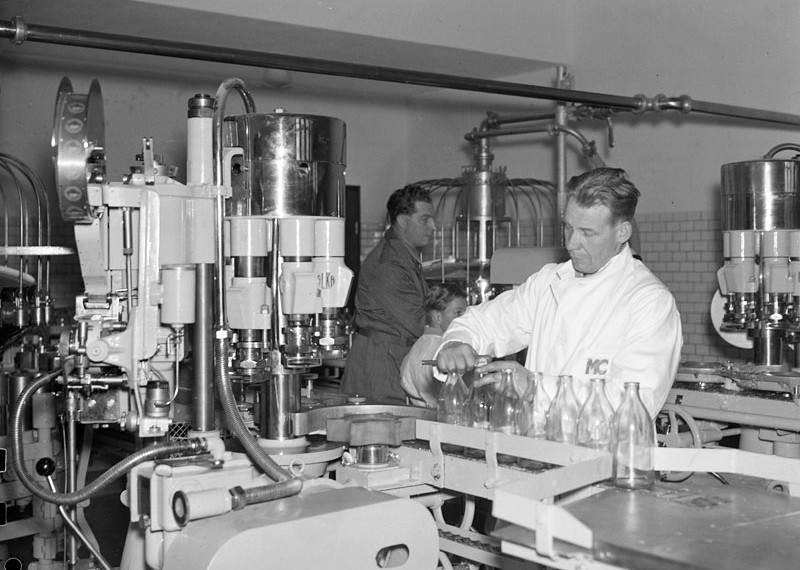
I tappningen 1944.
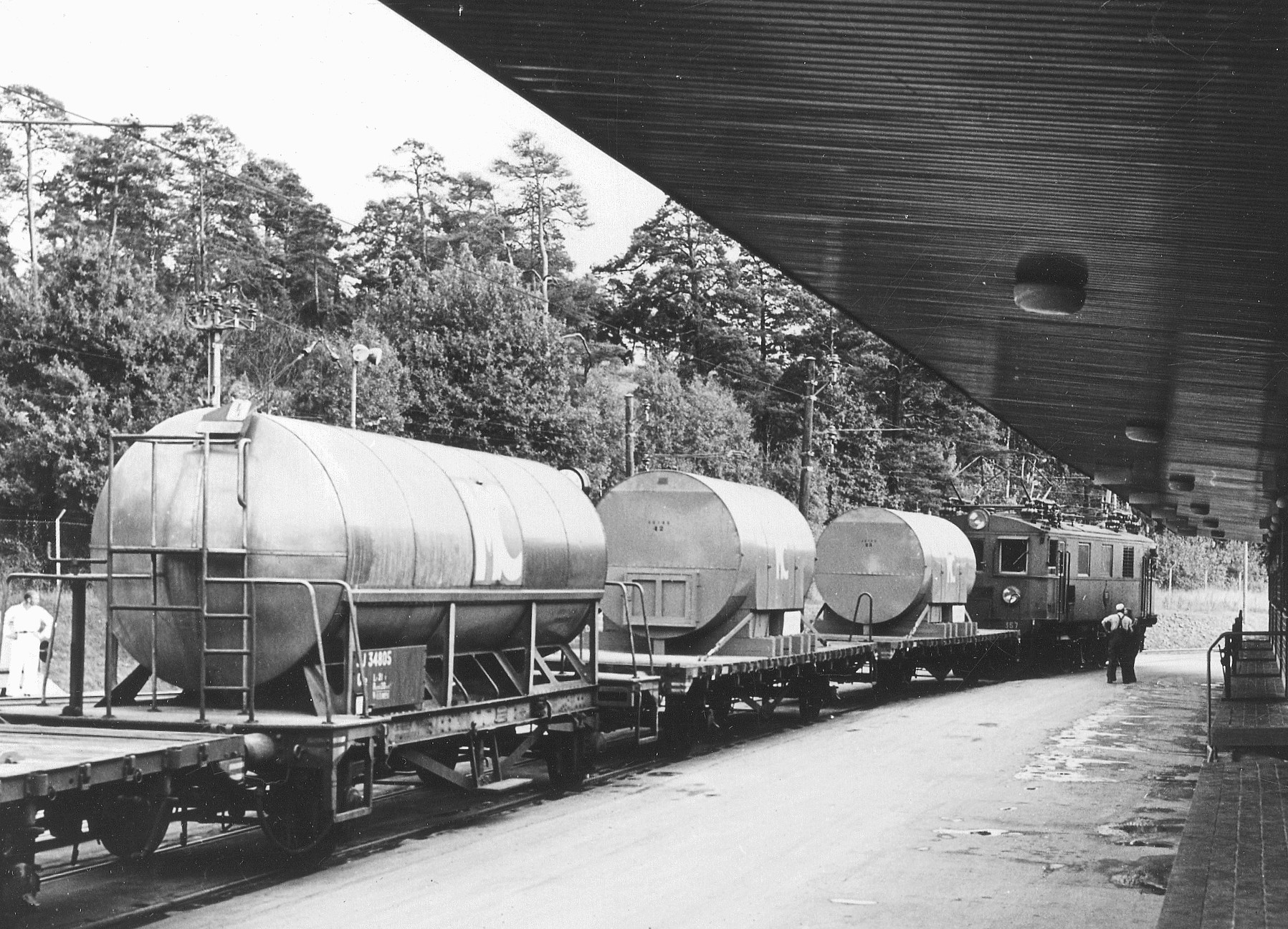
Tankvagnar på MC:s bangård 1955.
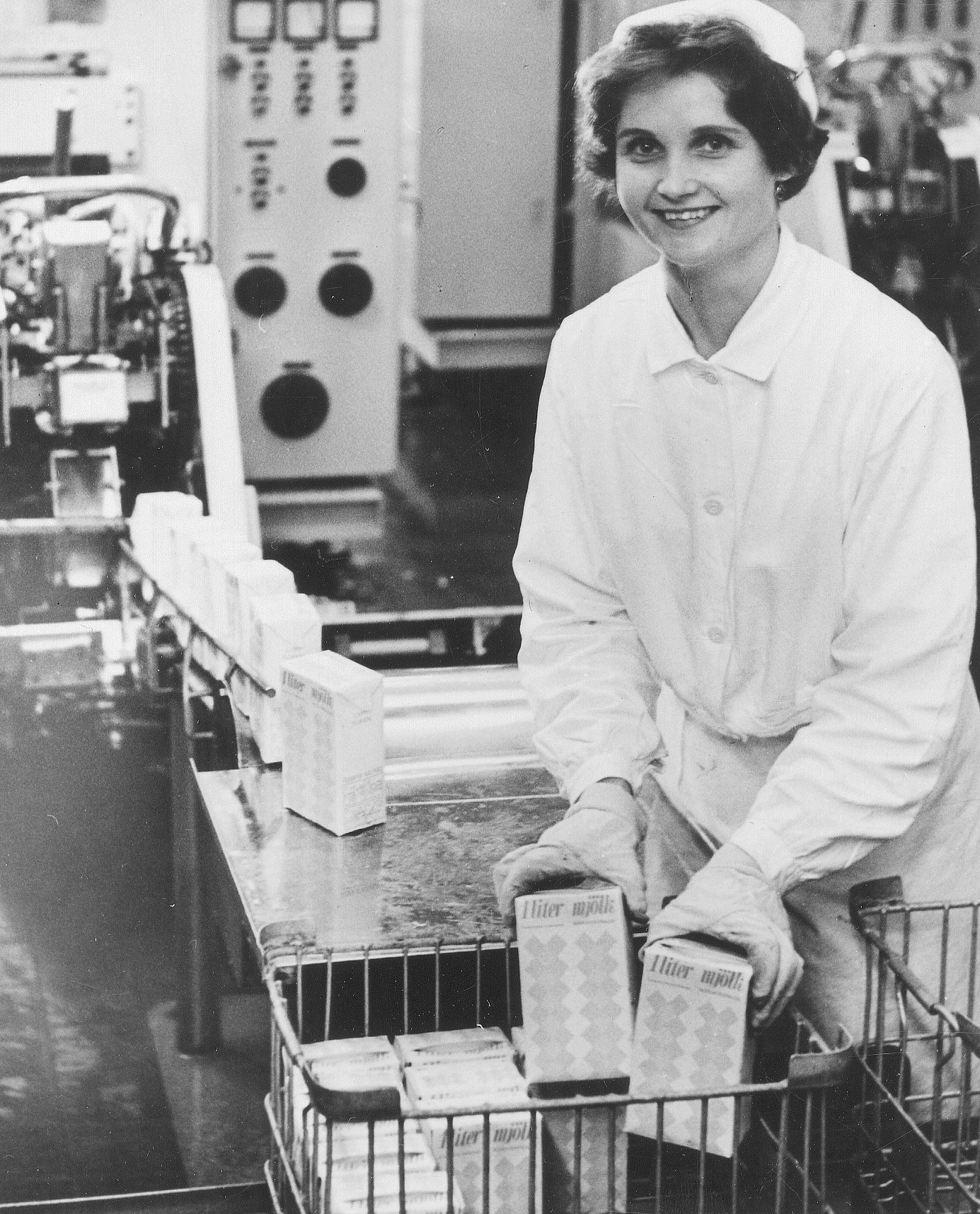
Här packas Tetra Brik 1963.
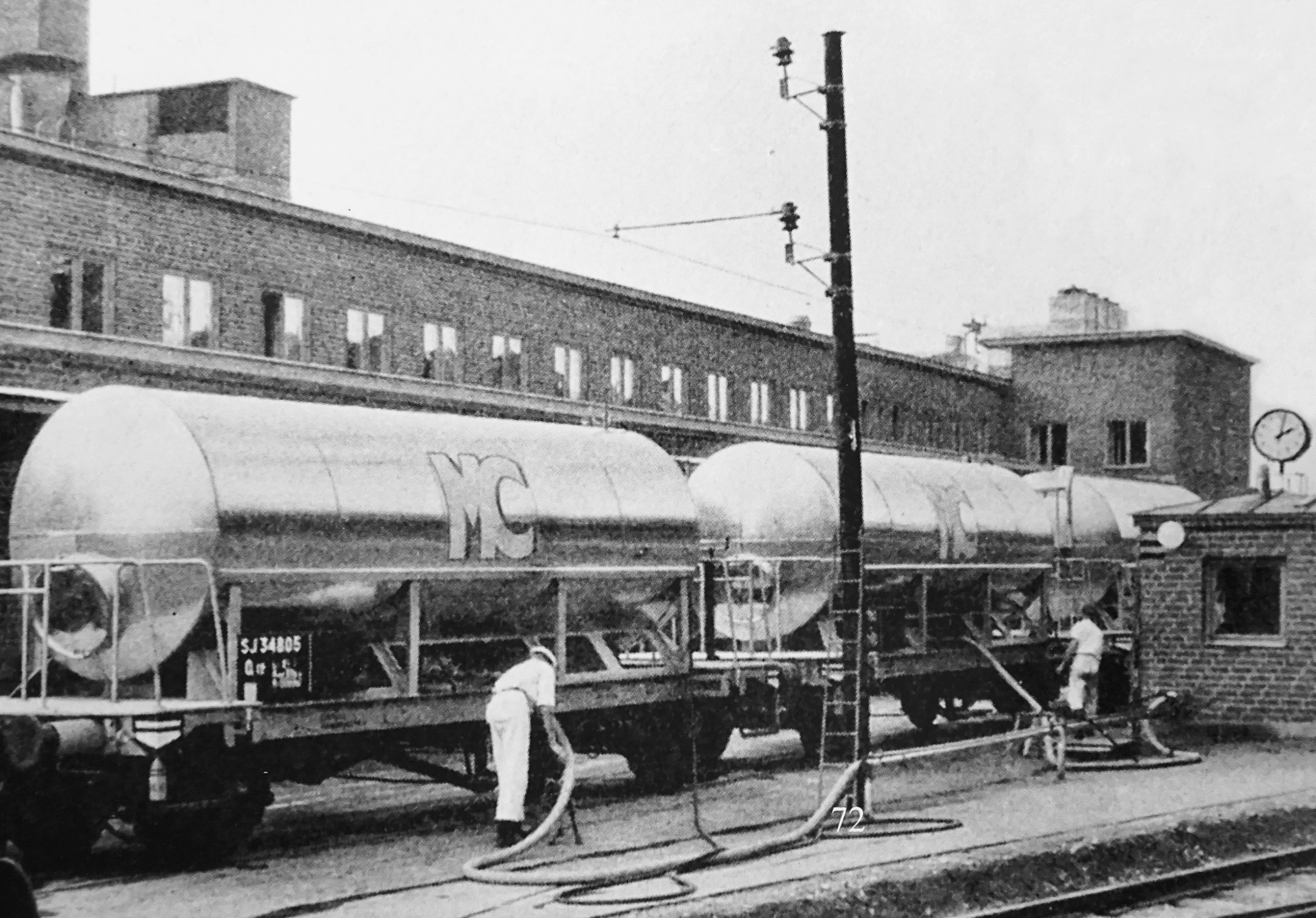
MC:s Q12-vagnar töms av mejerister 1956.
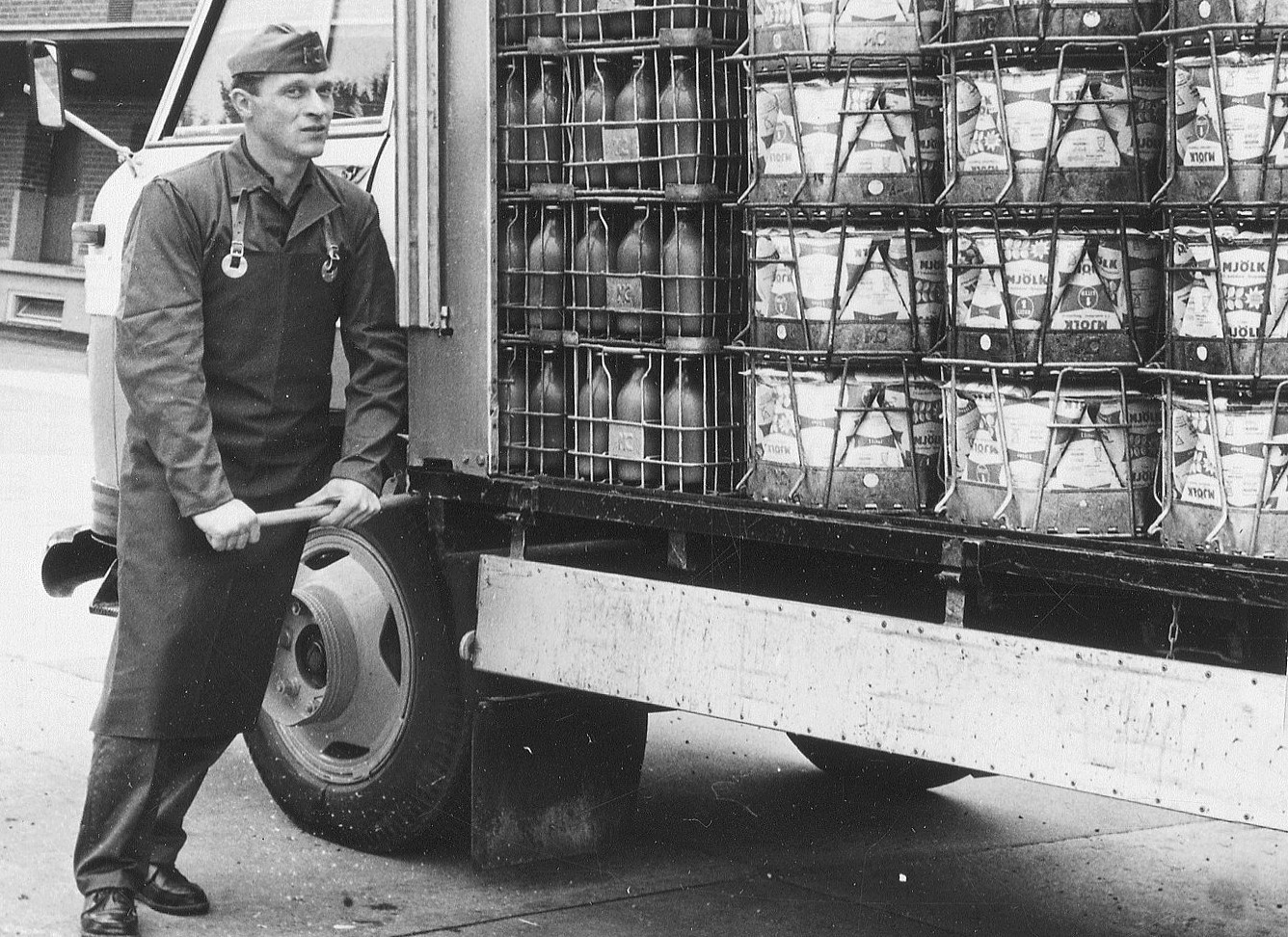
Distributionsbil med glasflaskor och Tetra Pak 1962.

### Mejeriets vidare öden

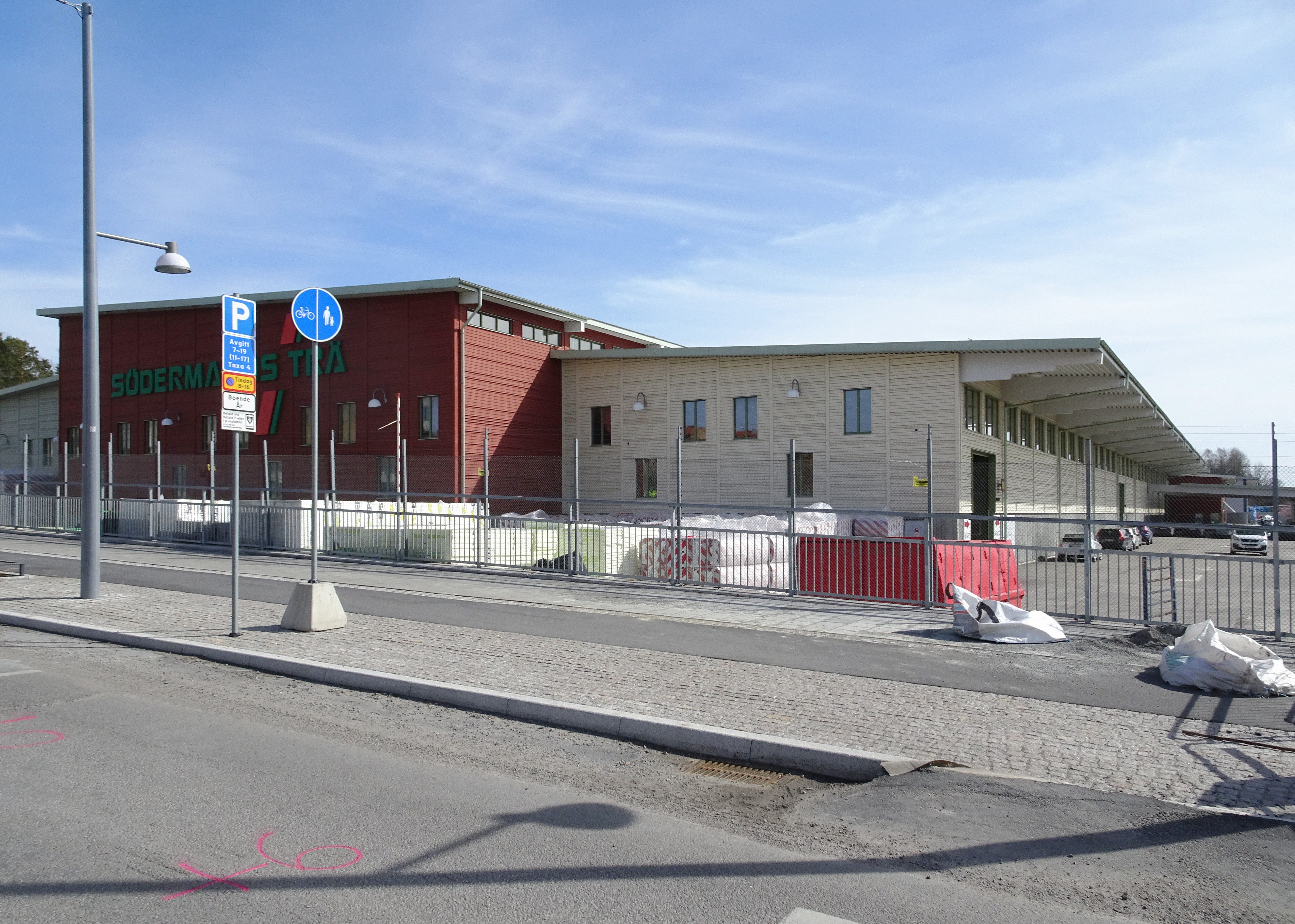
Kvarteret Mejeristen sett från Huddingevägen i april 2020.

Anläggningen har genom åren byggts om och till ett flertal gånger. 1975 blev MC och Enskedemejeriet en del av Arla och företagets logo med den röda kon smyckade fasaden. I Arlas regi utfördes en större om- och tillbyggnad 1987–1988. 
I april 1992 beslöt Arla Nords styrelse att mejeriverksamheten i Enskede skulle läggas ner. Istället reducerades verksamheten till en av Arlas distributionscentraler där 75 av de 400 anställda erbjöds arbete. 200 fick nya arbeten i Arlas anläggning Stockholm Mejeri i Kallhäll. Därefter nyttjades bebyggelsen av flera mindre företag som kosmetikatillverkning, uppställningsplats för mobilkranar och gummiverkstad. Verksamheterna blev ganska vildvuxna och ojämna. I och med att Slakthusbanan ställdes in vid årsskiftet 1993/1994 avslutades även den spårbundna godstrafiken till området.  
Bangården avröjdes och spåren togs upp och i juni 2005 vann en ny detaljplan för området laga kraft. Den medgav rivning av Enskedemejeriets anläggning och etablering av två större företag. Samma år revs alla byggnader och på tomten uppfördes två industrihus. Till den västra flyttade trävarugrossisten Nordströms filial Södermalms Trävaru AB och till den östra det tekniska handelsbolaget Ahlsell.